# Boris Walentinowitsch Wolynow
Boris Walentinowitsch Wolynow (russisch Борис Валентинович Волынов, wiss. Transliteration Boris Valentinovič Volynov; * 18. Dezember 1934 in Irkutsk, Sibirien) ist ein ehemaliger sowjetischer Kosmonaut.
Er wurde bis 1955 an der Militärfliegerpilotenschule in Nowosibirsk zum Jetpiloten der sowjetischen Luftwaffe ausgebildet und 1960 für die erste Kosmonautengruppe der Sowjetunion ausgewählt. Nachdem Alexei Leonow im Oktober 2019 verstorben war, wurde er zum letzten noch lebenden Mitglied dieser Gruppe.

## Wostok
Von den zwanzig Mitgliedern der ersten Kosmonautengruppe gehörte Wolynow nicht zur ersten Garde wie Juri Gagarin und German Titow, empfahl sich aber als Kandidat für spätere Wostokflüge.
Beim ersten Doppelflug der Raumfahrtgeschichte im August 1962 war Wolynow Ersatzpilot für Wostok 3 und Wostok 4. Auch beim nächsten Wostok-Flug war Wolynow wieder Kandidat, für Wostok 5 im Juni 1963 fiel die Entscheidung jedoch auf Waleri Bykowski, während Wostok 6 von einer Frau gesteuert werden sollte.

## Woschod
Da Wolynow bereits Ersatzmann für Wostok-Flüge gewesen aber noch nicht geflogen war, wurde er 1964 nicht in die neu gegründete Sojus-Gruppe versetzt. Die nächsten bemannten Raumflüge würden jedoch mit Woschod-Raumschiffen stattfinden, die aus modifizierten Wostok-Raumschiffen bestanden.
Immer wieder gab es Bemühungen von höherer Stelle, Georgi Beregowoi vorzuziehen, einen Anfang 1964 nachgerückten Piloten. Der Leiter der Kosmonautenausbildung, Nikolai Kamanin bestand jedoch darauf, dass die nächsten Flüge von Piloten gesteuert werden sollten, die schon länger auf ihre Nominierung warteten.
Im Juli 1964 bekam Wolynow dann das Kommando für den Raumflug Woschod 1 übertragen. Hierbei sollte zum ersten Mal ein mehrsitziges Raumschiff eingesetzt werden. Als Begleiter waren die Wissenschaftler Georgi Katys und Boris Jegorow vorgesehen.
Durch interne Konflikte wurde die Besatzung jedoch mehrmals umgeschichtet. Schließlich startete Woschod 1 im Oktober 1964 mit Wladimir Komarow als Kommandant. Wolynow war wieder nur Reserve.
Für den nächsten verfügbaren Flug, Woschod 3 war Wolynow damit wieder ein starker Kandidat für den Posten des Kommandanten. Allerdings hatte er mit Beregowoi immer noch einen von höherer Stelle unterstützen Rivalen, außerdem stand immer noch die Idee im Raum, einen Woschod-Flug mit rein weiblicher Besatzung zu starten. Nach Walentina Tereschkowa gab es noch zwei Kosmonautinnen, die auf ihren Einsatz warteten. Zudem passte Wolynows jüdische Mutter nicht in das sowjetische Bild eines Kosmonauten.
Aus verschiedenen Gründen verzögerte sich der Flug von Woschod 3 immer weiter. Die Amerikaner hatten inzwischen mit Gemini 7 einen neuen Weltrekord von 14 Tagen in der Erdumlaufbahn aufgestellt sowie erstmals Rendezvous und Kopplungen durchgeführt. Da die sowjetische Führung aber hauptsächlich an Rekorden und Erstleistungen interessiert war, verlor Woschod 3 immer mehr an Bedeutung. Schließlich wurden alle Kräfte auf das Sojus-Raumschiff konzentriert und der Woschodflug vernachlässigt. Offiziell abgesagt wurde dieser Raumflug jedoch nie.
Wolynow, der stets große Chancen hatte, tatsächlich Kommandant dieses Fluges zu werden, hatte sich vergeblich dafür bereitgehalten.

## Sojus
Ab September 1966 wurde Wolynow innerhalb des sowjetischen Mondprogramms für eine Mondumrundung ausgebildet, allerdings wechselten die Trainingsgruppen des Öfteren, wobei Wolynow stets im Mondprogramm blieb.
Nach dem Unglück von Sojus 1 im April 1967 wurde entschieden, dass Wolynow und Beregowoi die nächsten beiden bemannten Sojus-Flüge leiten würden. Geplant waren eine Kopplung in der Erdumlaufbahn und ein Umstieg von Kosmonauten von einem Raumschiff in das andere.
Der nächste bemannte Flug war Sojus 3 im Oktober 1968, bei dem eine Kopplung, aber kein Umstieg durchgeführt werden sollte. Wolynow war Ersatzmann für Beregowoi, obwohl man im Zentralkomitee nach wie vor gegen ihn eingestellt war.
Im Dezember 1968 erhielt Wolynow zusammen mit einigen anderen Kosmonauten sein Diplom von der Militäringenieurakademie der Luftstreitkräfte „Nikolai J. Schukowski“. Zwei Tage später bestand er die Kosmonautenprüfung der Besatzungen für die anstehenden Flüge Sojus 4 und Sojus 5. Wolynow hatte eines der besten Ergebnisse, dennoch war man an höherer Stelle mit seiner Nominierung nicht glücklich.
Am 15. Januar 1969 startete Boris Wolynow endlich zu seinem ersten Raumflug. Unter dem Rufzeichen Baikal (nach dem Baikalsee in Sibirien) kommandierte er das Raumschiff Sojus 5. Mit an Bord waren Alexei Jelissejew und Jewgeni Chrunow.
In der Erdumlaufbahn diente Sojus 5 als passiver Partner der Kopplung mit Sojus 4, das mit Wladimir Schatalow tags zuvor gestartet war. Chrunow und Jelissejew verließen das Raumschiff und hangelten sich hinüber zu Sojus 4, um mit Schatalow am 17. Januar zu landen. Dies war das erste Umsteigen im Weltall.
Wolynow landete einen Tag nach Sojus 4, wobei er knapp dem Tod entrann. Das Servicemodul des Raumschiffes trennte sich nicht vollständig und blieb beim Wiedereintritt mit der Landekapsel verbunden. Beim Wiedereintritt nahm das Raumschiff die aerodynamisch stabilste Lage mit der Nase der Landekapsel voran ein. Dort befindet sich bei der Sojus die Durchstiegsluke zum Orbitalmodul ohne ausreichenden Hitzeschutz. Wolynow wurde nicht wie vorgesehen in seinen angepassten Konturensitz gedrückt, sondern in die Gurte. Von der überhitzten Lukendichtung strömten Gase in das Innere der Landeeinheit, die schließlich zu Wolynows Bewusstlosigkeit führten. Als Nächstes wäre die hermetische Abdichtung verlorengegangen, was Wolynow, der keinen Raumanzug trug, nicht überlebt hätte.
Vor der Dekompression wurde das Servicemodul durch die aerodynamischen Kräfte und die Hitzeeinwirkung auf die noch vorhandene Verbindung von der Landekapsel abgerissen. Die Kapsel nahm daraufhin durch die aerodynamischen Kräfte die in dieser Konfiguration stabilste (und vorgesehene) Lage ein. Bedingt durch die ungünstige Aerodynamik beim Ersteintritt führte die Landekapsel keine zweiteiligen Abstieg aus, sondern wurde auf einer ballistischen Bahn abgebremst, dadurch erreichte die Bremsverzögerung bis zu 9 g. Direkt bei der Landung versagten die Bremsraketen und sorgten für ein recht hartes Aufsetzen. Wolynow verlor einige Zähne. Es herrschte eisige Kälte. Wolynow begab sich zu Fuß zu einer nahe gelegenen Siedlung. Da der Landeort recht weit vom ursprünglichen Zielpunkt entfernt war, trafen die Bergungskräfte erst relativ spät ein und fanden eine beschädigte, aber leere Landekapsel vor. Infolge seiner physischen und psychischen Verletzungen wurde ihm für zwei Jahre sein aktiver Flugstatus entzogen. Er selbst sagte über die Beinahe-Katastrophe: „Ich hatte keine Angst, wohl aber ein tiefes und starkes Verlangen, am Leben zu bleiben, obwohl es eigentlich keine Chance gab.“
Wolynow wurde am 22. Januar 1969 der Titel Held der Sowjetunion verliehen.

## Saljut
Nachdem die Sowjetunion den Wettlauf zum Mond verloren hatte, konzentrierten sich die Anstrengungen auf Raumstationen in der Erdumlaufbahn. Die erste dieser Stationen, Saljut 1 wurde am 19. April 1971 gestartet.
Wolynow war als Kommandant der dritten Besatzung von Saljut 1 im Gespräch, aber nach dem tödlichen Ausgang von Sojus 11 im Juni 1971 wurde die Raumstation nicht mehr bemannt, weil die Sojus-Raumschiffe umkonstruiert werden mussten.
Im April 1973 wurde Saljut 2 gestartet. Wolynow war in der Ersatzmannschaft für die erste Besatzung und hätte gute Chancen gehabt, die nächste Besatzung anzuführen, die Raumstation konnte im Orbit jedoch nicht unter Kontrolle gebracht werden und verglühte, ohne angeflogen worden zu sein.
Als mit Saljut 3 im Juni 1974 eine weitere Raumstation ins All gebracht wurde, konnte Wolynow sich wieder Hoffnungen auf einen zweiten Raumflug machen. Er gehörte zur Unterstützungsmannschaft für die erste Besatzung, die mit Sojus 14 16 Tage an Bord der Station war. Bei der zweiten Besatzung mit Sojus 15 im August 1974 gehörte er zur Reservemannschaft und war als Kommandant von Sojus 16 vorgesehen. Allerdings misslang der Flug von Sojus 15 an Saljut 3, weil das Kopplungssystem versagte. Für den nächsten Flug musste es stark überarbeitet werden, die dafür benötigte Zeit überstieg die restliche Lebensdauer der Raumstation, so dass der Flug von Sojus 16 abgesagt wurde. Wieder einmal hatte Wolynow sich vergeblich vorbereitet.
Seinen zweiten Raumflug machte Wolynow dann 1976, 16 Jahre nach seiner Auswahl, und sieben Jahre nach seinem letzten Flug. Am 6. Juli 1976 startete er zusammen mit Witali Scholobow im Raumschiff Sojus 21. Ziel war die militärisch genutzte Raumstation Almas-3, die unter dem Tarnnamen Saljut 5 betrieben wurde.
Geplant war ein Aufenthalt an Bord der Station von 60 Tagen. Am 42. Tag kam es zum Ausfall mehrerer Systeme. So fielen die Beleuchtung, die Lagekontrolle und das Lebenserhaltungssystem aus. Zeitweilig wurde die Evakuierung der Station erwogen, Wolynow und Scholobow gelang es nach mehreren Stunden jedoch, die Saljut-5 im Orbit zu stabilisieren sowie nach und nach alle Systeme wieder in Betrieb zu nehmen. Diese Havarie belastete beide Kosmonauten nach dem bereits mehrere Wochen andauernden Aufenthalt an Bord der Station sowohl physisch und auch mental sehr stark. Die Mission wurde vorerst weitergeführt, nach einigen Tagen dann dennoch abgekürzt. Wolynow und Schobolow landeten nach 49 Tagen am 24. August 1976 in schlechter körperlicher und seelischer Verfassung. Die Entscheidung für den Abbruch hatte die Flugleitung am Boden getroffen. Einzelheiten zu Entscheidung und Ablauf der vorzeitigen Rückkehr wurden damals nicht bekannt gegeben. Möglicherweise spielten giftige Gase oder die physischen und mentalen Probleme bei Scholobow eine Rolle.
Ab 1982 war Wolynow Leiter der Kosmonautenabteilung.
Von 1985 an bereitete sich Wolynow wieder für eine Langzeitmission vor. Er hätte zusammen mit Anatoli Lewtschenko und Mussa Manarow mit Sojus T-15 zur Raumstation Saljut 7 starten sollen. Im November 1985 verließ jedoch die damalige Mannschaft die Station und kehrte mit Sojus T-14 zur Erde zurück. Der Kommandant Wladimir Wasjutin war schon längere Zeit erkrankt, so dass die Mission abgebrochen werden musste, worauf auch der Flug von Sojus T-15 ausgesetzt wurde.
Der Flug von Sojus T-15 fand ab März 1986 tatsächlich statt, allerdings mit einer anderen Mannschaft, die bereits für die Raumstation Mir ausgebildet gewesen war, die sich ab Februar 1986 in der Erdumlaufbahn befand.
Es war bezeichnend für Wolynows Karriere, dass auch sein letzter Flug abgesagt wurde.
Nach mehr als dreißig Jahren schied Wolynow am 30. Mai 1990 aus der sowjetischen Kosmonautengruppe aus. Er war seit dem Ausscheiden von Wiktor Gorbatko im August 1982 der letzte verbliebene Kosmonaut aus der Ersten Auswahlgruppe. 
Wolynow ist verheiratet und hat zwei Kinder.